# Hattenville
Hattenville est une commune française située dans le département de la Seine-Maritime, en région Normandie.

## Géographie
| Trémauville          |             | Terres-de-Caux |
| Tocqueville-les-Murs | Hattenville | Terres-de-Caux |
| Rouville             | Yébleron    | Terres-de-Caux |

Hattenville est située dans le pays de Caux.

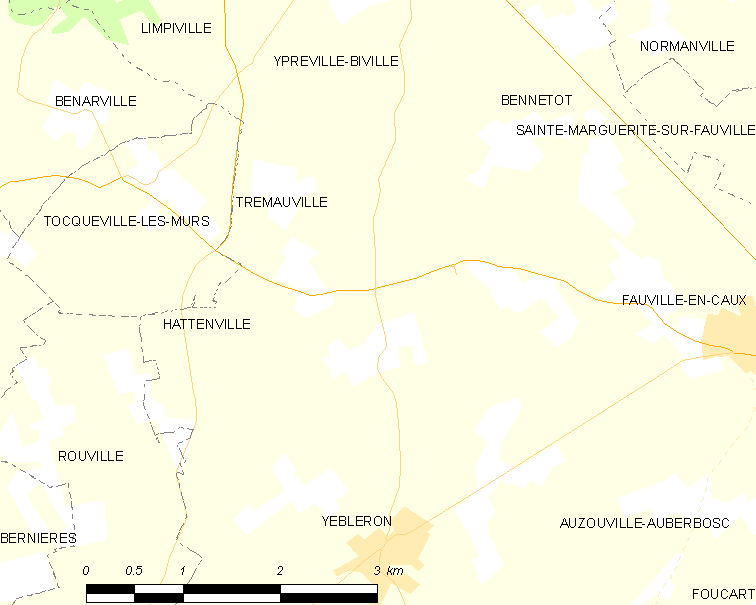
Carte de la commune.
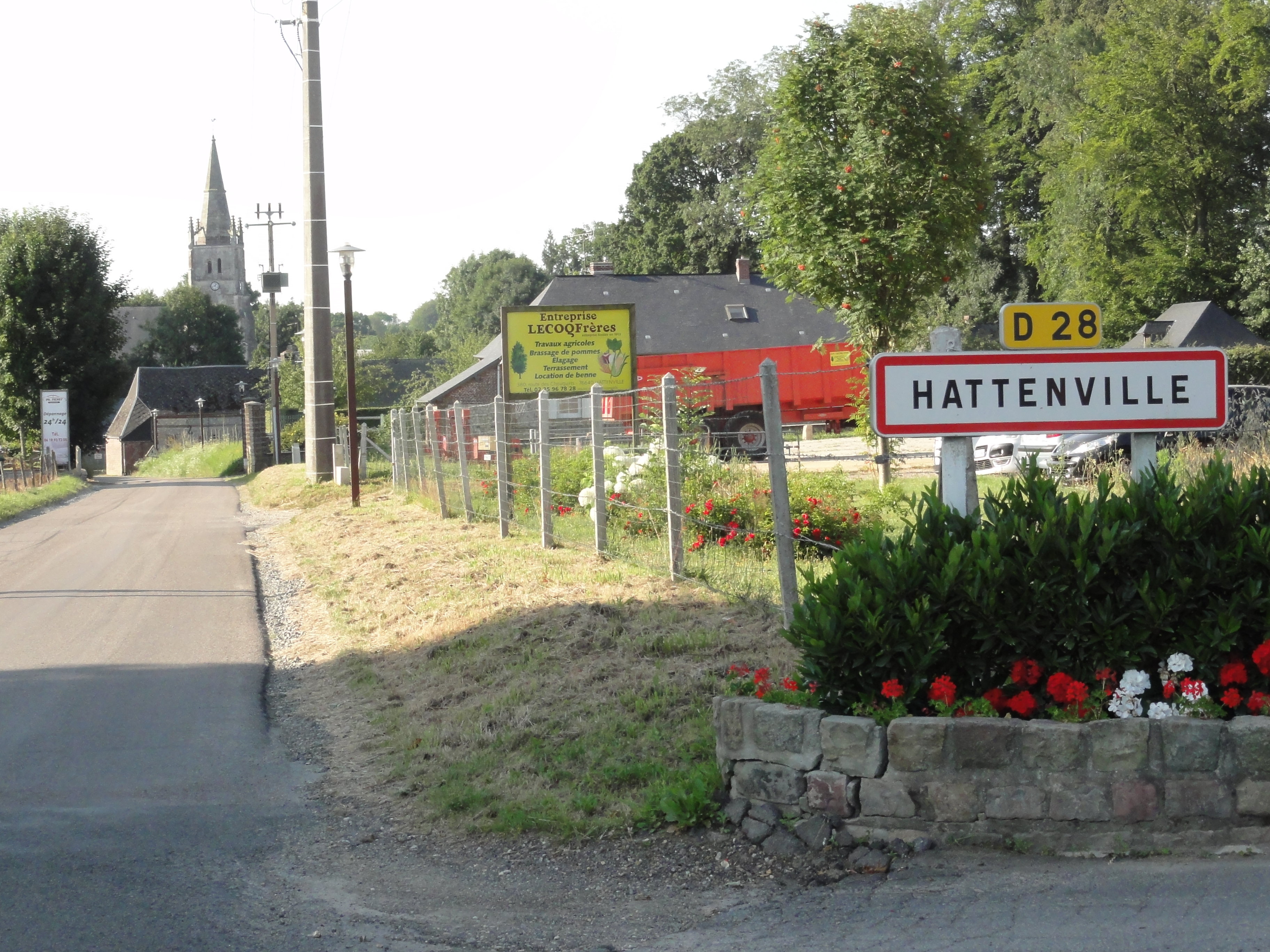
Entrée de Hattenville.
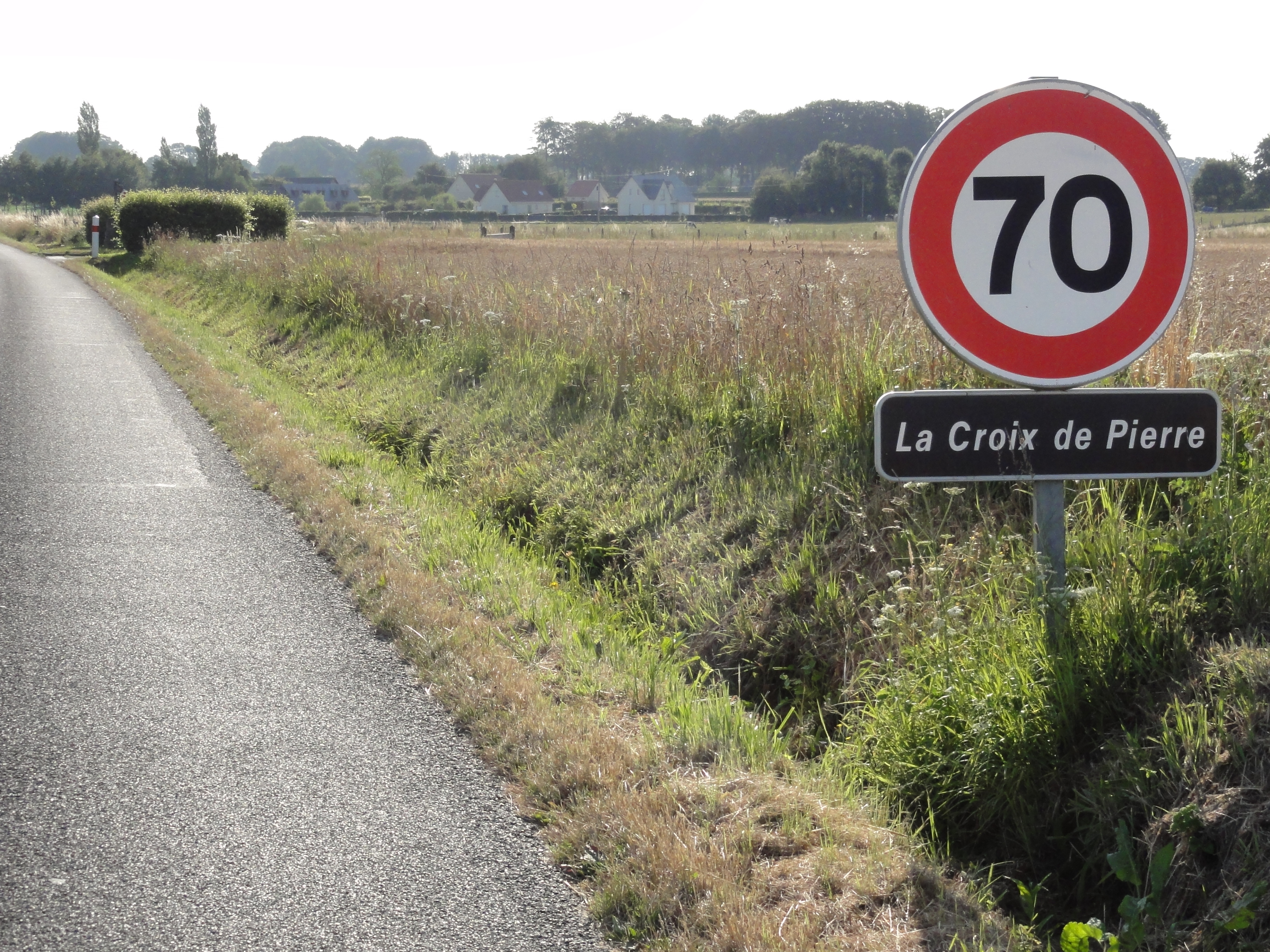
Entrée du hameau de La Croix de Pierre.

### Hydrographie
La commune est située dans le bassin Seine-Normandie. Elle n'est drainée par aucun cours d'eau,.

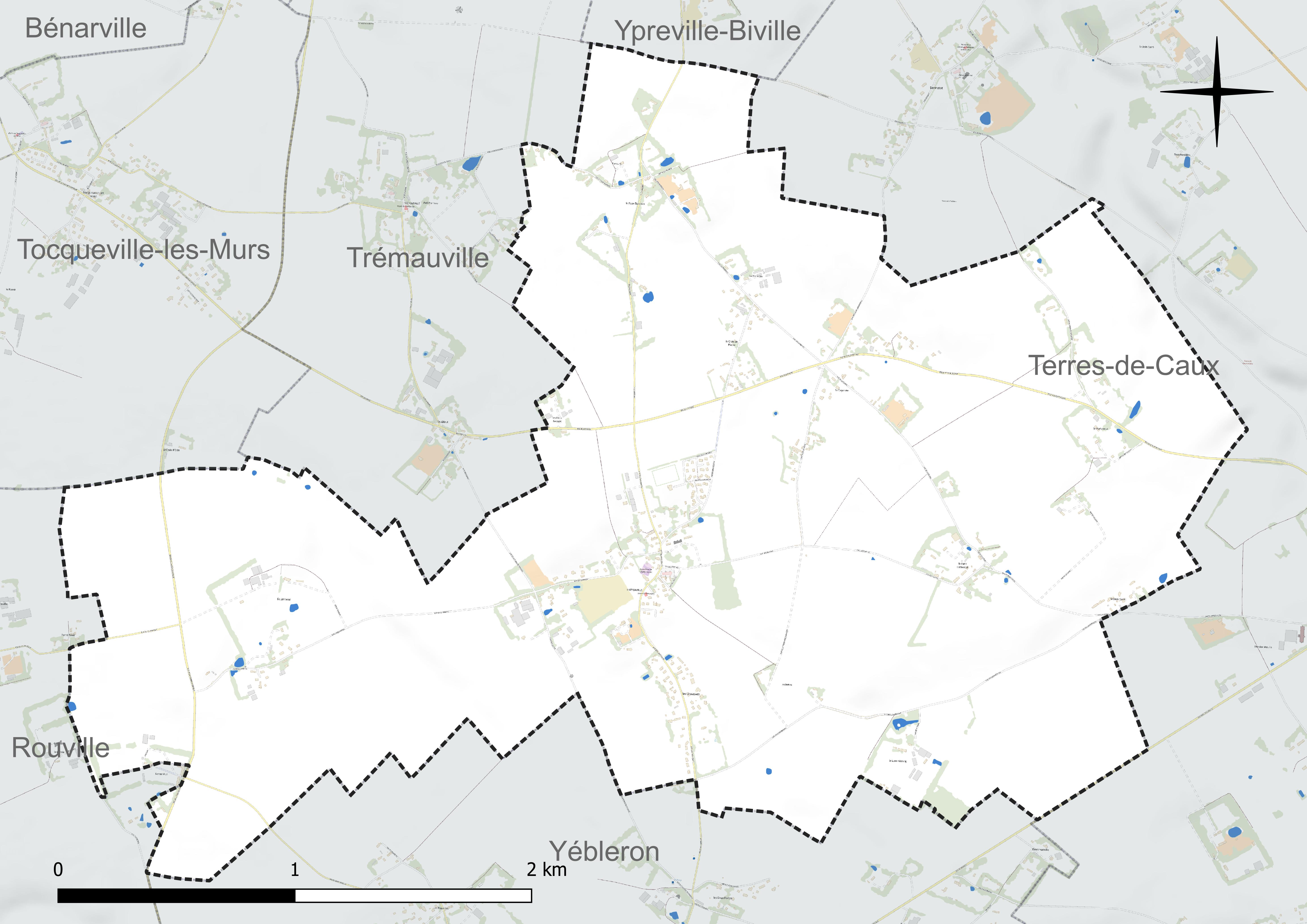
Réseau hydrographique d'Hattenville.

### Climat
Pour des articles plus généraux, voir Climat de la Normandie et Climat de la Seine-Maritime.
En 2010, le climat de la commune est de type climat océanique franc, selon une étude du CNRS s'appuyant sur une série de données couvrant la période 1971-2000. En 2020, Météo-France publie une typologie des climats de la France métropolitaine dans laquelle la commune est exposée à un climat océanique et est dans la région climatique Côtes de la Manche orientale, caractérisée par un faible ensoleillement (1 550 h/an) ; forte humidité de l’air (plus de 20 h/jour avec humidité relative > 80 % en hiver), vents forts fréquents. Parallèlement le GIEC normand, un groupe régional d’experts sur le climat, différencie quant à lui, dans une étude de 2020, trois grands types de climats pour la région Normandie, nuancés à une échelle plus fine par les facteurs géographiques locaux. La commune est, selon ce zonage, exposée à un « climat maritime », correspondant au Pays de Caux, frais, humide et pluvieux, légèrement plus frais que dans le Cotentin.
Pour la période 1971-2000, la température annuelle moyenne est de 10,3 °C, avec une amplitude thermique annuelle de 13,4 °C. Le cumul annuel moyen de précipitations est de 979 mm, avec 13,4 jours de précipitations en janvier et 8,7 jours en juillet. Pour la période 1991-2020, la température moyenne annuelle observée sur la station météorologique la plus proche, située sur la commune d'Ectot-lès-Baons à 19 km à vol d'oiseau, est de 10,8 °C et le cumul annuel moyen de précipitations est de 905,5 mm,. Pour l'avenir, les paramètres climatiques de la commune estimés pour 2050 selon différents scénarios d'émission de gaz à effet de serre sont consultables sur un site dédié publié par Météo-France en novembre 2022.

## Urbanisme

### Typologie
Au 1er janvier 2024, Hattenville est catégorisée commune rurale à habitat dispersé, selon la nouvelle grille communale de densité à sept niveaux définie par l'Insee en 2022.
Elle est située hors unité urbaine et hors attraction des villes,.

### Occupation des sols
L'occupation des sols de la commune, telle qu'elle ressort de la base de données européenne d’occupation biophysique des sols Corine Land Cover (CLC), est marquée par l'importance des territoires agricoles (95,1 % en 2018), en diminution par rapport à 1990 (100 %). La répartition détaillée en 2018 est la suivante : 
terres arables (88,3 %), prairies (6,8 %), zones urbanisées (4,9 %). L'évolution de l’occupation des sols de la commune et de ses infrastructures peut être observée sur les différentes représentations cartographiques du territoire : la carte de Cassini (XVIIIe siècle), la carte d'état-major (1820-1866) et les cartes ou photos aériennes de l'IGN pour la période actuelle (1950 à aujourd'hui).

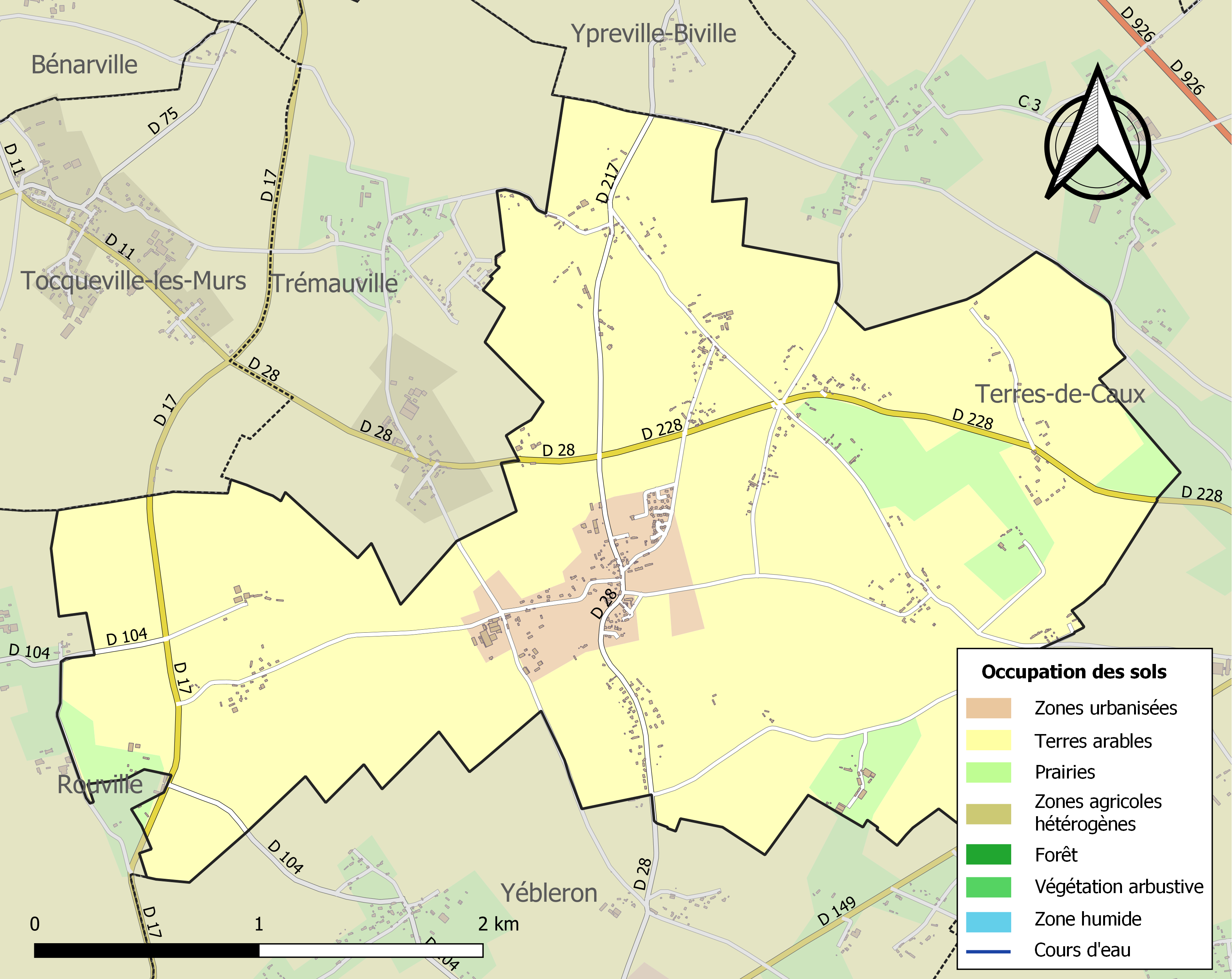
Carte des infrastructures et de l'occupation des sols de la commune en 2018 (CLC).

## Toponymie
Le nom de la localité est attesté sous la forme Hastingi villa en 1032 et 1035,.
Il s'agit d'une formation toponymique en -ville au sens ancien de « domaine rural ». Le premier élément Hatten- représente l'anthroponyme scandinave Hasteinn (comprendre vieux norrois Hásteinn / Hástæinn, vieux danois Hasten), souvent latinisé en Hastingus / Hastincus dans les textes rédigés en latin médiéval. C'est sans doute le même personnage que l'on trouve dans le hameau de Hattentot (Seine-Maritime, Hastentot en 1456), composé avec l'appellatif norrois topt, toft « emplacement, ferme ».
Homonymie avec Hatainville (Manche, Cotentin, Hasteinvilla vers 1175).
Remarque : il n'existe pas d'hypothèse alternative qui soit pertinente du point de vue de l'onomastique.
L'ancienne paroisse d'Équimbosc (qu'on prononçait « ékinbôt ») a été rattaché à Hattenville en 1823, est attestée sous la forme Eskinbosc au XIIIe siècle. Il s'agit du « bois d'Eskin(us) », anthroponyme de type germanique.

## Histoire
Parmi les seigneurs d'Hattenville, on peut citer Johannes de Hastinvilla en 1170, Odoard de Hattenvilla en 1371, Adrien de Buffe en 1576, François de Venois, son gendre.
Les Venois vendirent le demi-fief de haubert à François Boutren, Trésorier de France à Rouen, en 1711. Hattenville faisait partie de l'Exemption de Fécamp et, à ce titre, c'est l'abbé de la Sainte-Trinité qui présentait les curés, nommés par l'archevêque de Rouen. Le pape Clément IV avait confirmé les droits de l'abbaye, à la suite de contestations.
Equimbosc (qu'on prononçait « ékinbôt ») a été rattaché à Hattenville, en 1823 et son église fut démolie, en conservant la cloche. Parmi les derniers seigneurs d'Equimbosc, il y a la famille de Rély et Marie-Catherine de La Chesnaye, « dame d'Equimbosc ».
Contrairement à ce qu'écrit l'abbé Cochet, le pittoresque Antoine de Banastre, qui prit part à une controverse au sujet des jésuites, au début du XVIIe siècle, n'était pas curé d'Hattenville, mais d'Harcanville.

## Politique et administration
| Période                                  | Période                    | Identité            | Étiquette | Qualité |
| ---------------------------------------- | -------------------------- | ------------------- | --------- | --- |
| Les données manquantes sont à compléter. |                            |                     |           | |
| 1989                                     | En cours (au 10 août 2020) | Jean-François Mayer | DVG       | Professeur de sport Conseiller général de Fauville-en-Caux (1992 → 2015) Vice-président du conseil général de la Seine-Maritime (2004 → 2015) Vice-président de la CC Cœur de Caux (2008 → 2016) Réélu pour le mandat 2020-2026 |

## Démographie
L'évolution du nombre d'habitants est connue à travers les recensements de la population effectués dans la commune depuis 1793. Pour les communes de moins de 10 000 habitants, une enquête de recensement portant sur toute la population est réalisée tous les cinq ans, les populations de référence des années intermédiaires étant quant à elles estimées par interpolation ou extrapolation. Pour la commune, le premier recensement exhaustif entrant dans le cadre du nouveau dispositif a été réalisé en 2007.

En 2022, la commune comptait 707 habitants, en évolution de −1,12 % par rapport à 2016 (Seine-Maritime : +0,35 %, France hors Mayotte : +2,11 %).
| 1793 | 1800 | 1806 | 1821 | 1831 | 1836 | 1841 | 1846 | 1851 |
| ---- | ---- | ---- | ---- | ---- | ---- | ---- | ---- | ---- |
| 725  | 736  | 772  | 808  | 965  | 942  | 985  | 897  | 875  |

| 1856 | 1861 | 1866 | 1872 | 1876 | 1881 | 1886 | 1891 | 1896 |
| ---- | ---- | ---- | ---- | ---- | ---- | ---- | ---- | ---- |
| 893  | 932  | 979  | 908  | 902  | 848  | 854  | 783  | 747  |

| 1901 | 1906 | 1911 | 1921 | 1926 | 1931 | 1936 | 1946 | 1954 |
| ---- | ---- | ---- | ---- | ---- | ---- | ---- | ---- | ---- |
| 712  | 707  | 630  | 535  | 562  | 574  | 561  | 480  | 464  |

| 1962 | 1968 | 1975 | 1982 | 1990 | 1999 | 2006 | 2007 | 2012 |
| ---- | ---- | ---- | ---- | ---- | ---- | ---- | ---- | ---- |
| 459  | 409  | 325  | 419  | 468  | 552  | 640  | 652  | 690  |

| 2017 | 2022 | - | - | - | - | - | - | - |
| ---- | ---- | - | - | - | - | - | - | - |
| 724  | 707  | - | - | - | - | - | - | - |

## Culture locale et patrimoine

### Lieux et monuments
- L'église Saint-Pierre : son chœur est Renaissance en pierre blanche de la fin du XVe siècle. Nef du XVIe siècle avec des vestiges du XIe siècle, remaniée au XVIIIe siècle (belle voûte en bois, « en carène », restaurée en 1996 à la suite de la destruction du clocher par la foudre. Seule la sous-faîtière est de la  Renaissance). Clocher-porche du XVIe siècle, avec une haute tour carrée dont la flèche culmine à 40 mètres. Deux vitraux du chœur donnés par les Sieurin, vieille famille d'Hattenville qui donna un trésorier à la paroisse en 1650 et un maire à la commune, à la fin de la Révolution. En 1991, la foudre détruit la nef, l'installation électrique et une partie du clocher. La réparation a coûté plus de 5 millions de francs, à la charge de la commune, avec l'aide de l'État, du département, de l'évêché et des habitants. On a découvert, à cette occasion, une poutre sous-faîtière sculptée, datant de la Renaissance, qui a été étudiée par l'architecte des Bâtiments de France.
- Le château a été construit au XVIIe siècle. Défiguré au XIXe siècle, il a été récemment restauré.
- La croix de pierre à deux faces, au hameau de La Croix de Pierre, datée du XIVe siècle, a été renversée à la Révolution, cachée chez un fermier et reposée (elle a perdu son fût). Classée à l'inventaire des monuments historiques, elle est sculptée sur les deux faces (voir sa description par l'abbé Cochet et par L. de Glanville).
- La croix de cimetière à deux faces, datée de 1648.

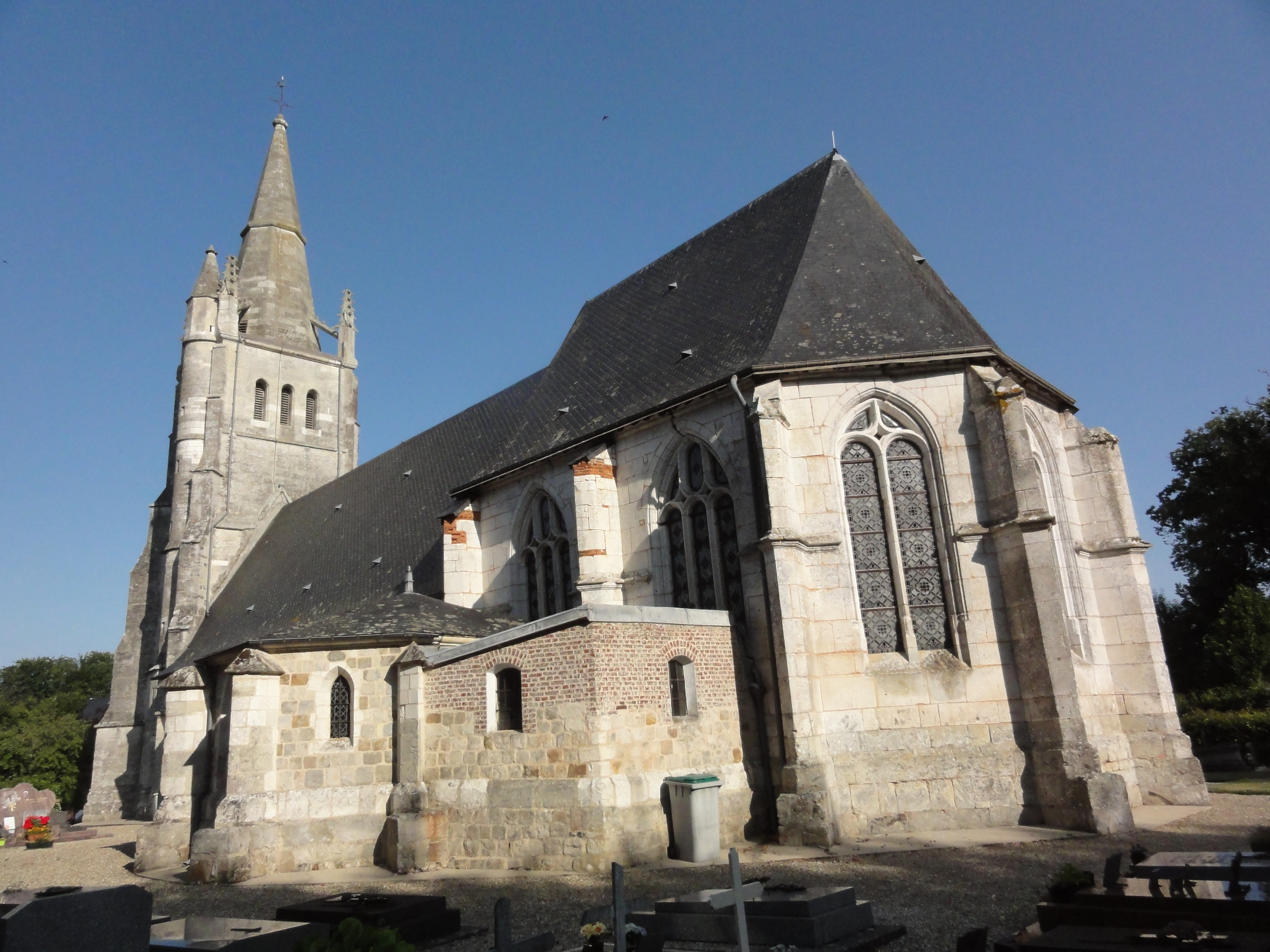
L'église Saint-Pierre.
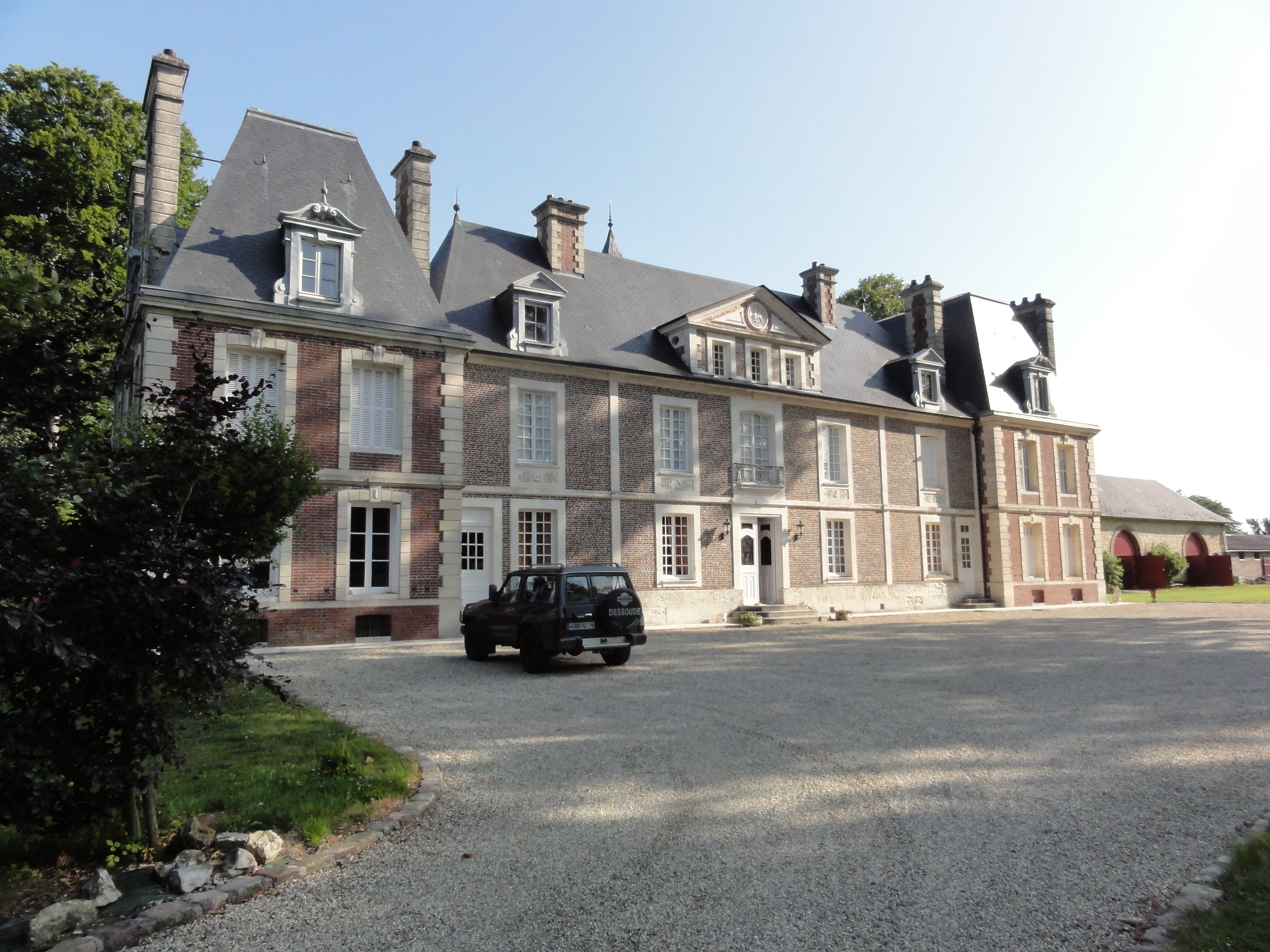
Château de Hattenville.
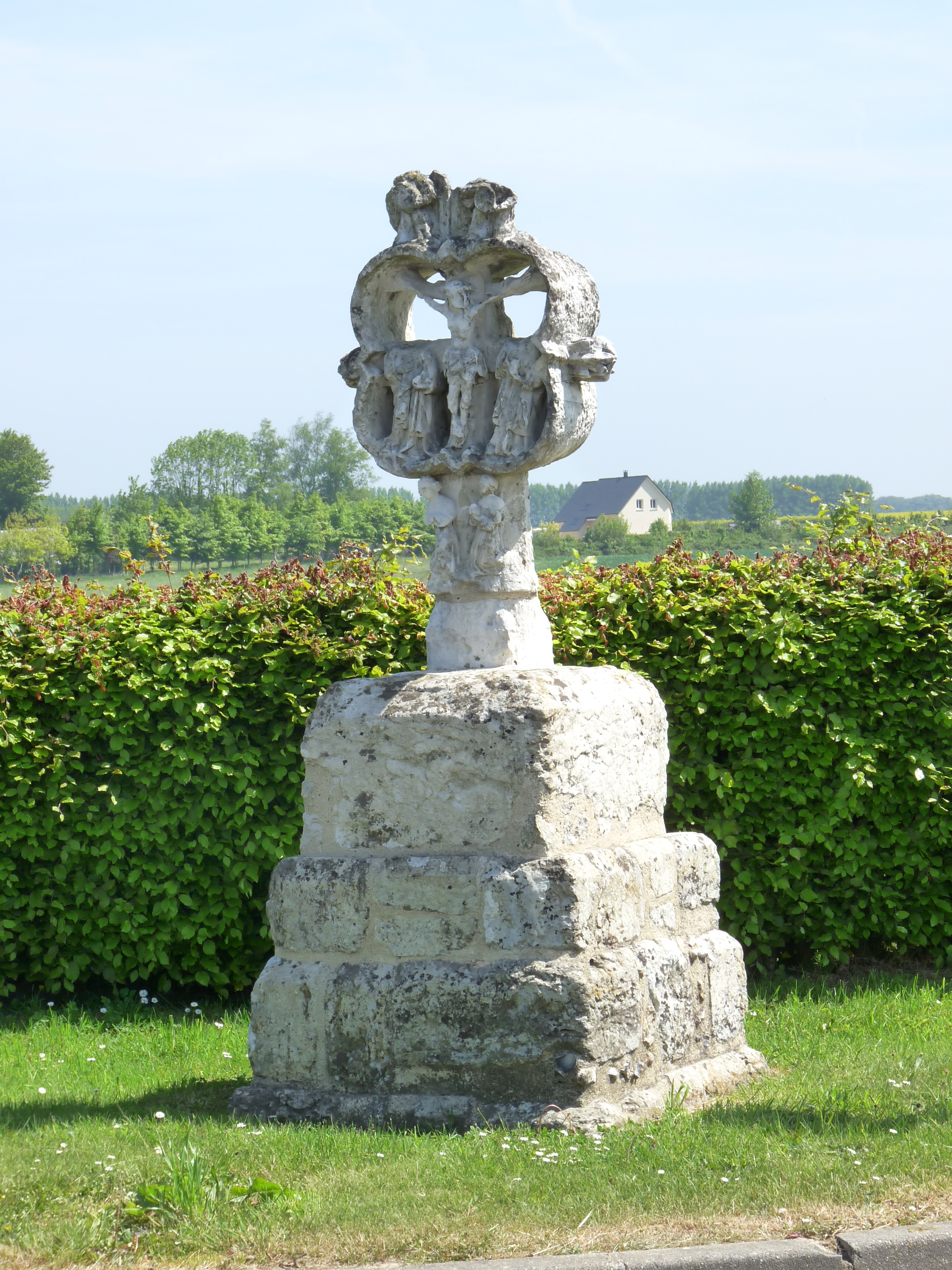
La Croix de chemin, classée MH.
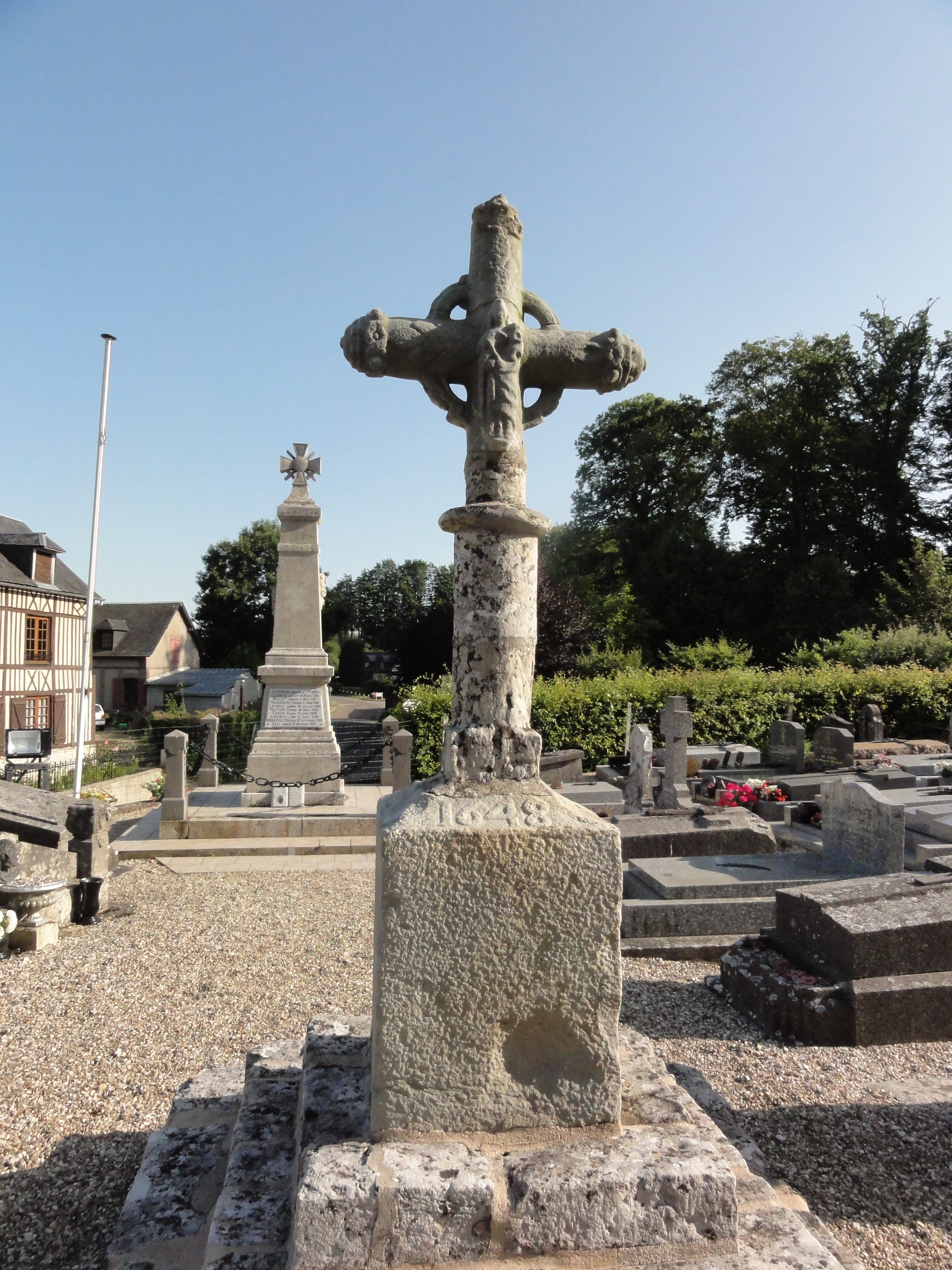
La croix de cimetière, datée de 1648.

### Personnalités liées à la commune
- Victor Chocquet (1821-1895) était un fonctionnaire des douanes, exactement « rédacteur à la direction générale des douanes ». Collectionneur, amoureux de Delacroix (dont nous savons l'attachement pour la région, Valmont).
Il se passionna pour les œuvres d'art, notamment pour Watteau et pour les grands ébénistes du XVIIIe siècle, alors méprisés par le public. Il acquit des dizaines d'œuvres pour quelques centaines de francs chacune. Il habitait, rue de Rivoli, en face du jardin des Tuileries. Son appartement était devenu un bric-à-brac musée, tant il furetait à sa guise chez les antiquaires et les marchands d'estampes. Il ne se souciait, ni de la mode, ni de la valeur marchande des œuvres, et moins encore des possibles spéculations à tenter sur elles. Pour acheter, il rognait sur sa nourriture, son habillement, ne disposait même pas l'hiver d'un manteau. Il achetait ce qu'il aimait et ce que lui recommandaient les réactions de sa sensibilité.
En 1874, les impressionnistes firent leur première exposition de groupe. Elle souleva, colère et rires du public. L'année suivante, 73 toiles vendues à Drouot des peintres bafoués, Renoir, Monet, Sisley, Berthe Morisot, furent adjugées à des prix ridiculement bas. Dans la salle, tenant tête à la foule hurlante, Victor Chocquet, homme d'un certain âge, visage maigre et osseux, de grande taille, la barbiche en bataille, prenait le parti des peintres. Renoir l'apprenait dès le lendemain. Une immédiate sympathie naquit entre Renoir et Chocquet.
1875 : Renoir présente Chocquet à Cézanne, Chocquet achète à Cézanne les Baigneuses.
1876 : Renoir peint Mme Chocquet + un portrait de V. Chocquet.
1876 : Cézanne fait son premier portrait de Chocquet (Columbus, Gallery of Arts) exposé en 1877.
En 1881, Mme Chocquet hérite de sa mère une belle somme. Le couple achète une ferme à Hattenville.
Les années suivantes, Renoir et Cézanne séjourneront à Hattenville, chez Chocquet.
Sont répertoriées : 4 toiles peintes par Cézanne en Normandie : Ferme normande, été à Hattenville 1882, Le Verger 1882 ?, Le Clos normand 1886 ?
Portrait de Chocquet devant sa maison ? Toutes dans des collections privées. (Henrietta Hine-Courtauld Institut of Art, Sommerset House, Strand, Londres)
Après la mort de Chocquet et celle de sa femme, on dispersera aux enchères leur collection le 1er 3, et 4 juillet 1899 à la Galerie Georges Petit, rue de Sèze à Paris. Soit : 32 Cézanne, 11 Monet, 11 Renoir, 5 Manet, nombreux dessins et aquarelles, Delacroix, Corot, Courbet…
- Paul-Noël Le Compte, curé constitutionnel d'Hattenville, à la Révolution, était très aimé par les habitants qu'il soignait gratuitement (il avait fait des études de médecine). Disposant d'une certaine fortune, il ne demandait rien à la commune pour son logement. Malgré la pétition signée par les habitants et leur maire, il fut remplacé en 1802, lors du Concordat.
- Augustin - François Buisson (1812-1876), homme politique. Né le 21 novembre 1812 à Hattenville (76). Décédé le 19 novembre 1876 à Yvetot (76). Fils de Jean, Augustin Buisson, cultivateur cauchois aisé, et de Julienne Pécuchet, Augustin Buisson pu faire des études jusqu’au niveau de la licence, obtenue en 1836, à la faculté de droit de Paris. Installé comme avocat à Yvetot - le tribunal de première instance du lieu en comptait une dizaine - et exerçant en outre, à partir de 1845, les fonctions de juge suppléant, il est élu conseiller municipal et choisi comme maire d’Yvetot. Il entre peu après, en 1852, au conseil général, et y siège jusqu’à son décès. Resté célibataire, ce notable d’arrondissement, dont le revenu est évalué à 15 000 F en 1870, et qui figure comme membre bienfaiteur de la société locale de secours mutuel, montre bientôt des velléités d’opposition. En 1859, lors d’une élection législative partielle dans la cinquième circonscription, il se présente comme « indépendant » pour remplacer M. de Labédoyère, nommé sénateur.  Il avait réuni 9 266 voix, tandis que l'élu, M. Reiset, en obtenait 15 344. Il débuta finalement dans la vie parlementaire le 24 mai 1869, date de son élection comme député au Corps législatif dans la 5e circonscription de la Seine-Inférieure, par 13 935 voix (28 861 votants, 33 517 inscrits), contre 12 839 accordées à M. Henri Barbet, ancien député. Au Palais-Bourbon, il siégea parmi les indépendants du centre et s'associa à tous les votes du « Tiers-parti libéral, » ainsi qu'à l'interpellation des 116. Réélu, le 8 février 1871, représentant la Seine Inférieure à l'Assemblée nationale, le troisième sur 16 pour le Département, par 80 468 voix (120 899 votants, 203 718 inscrits). Il prit place au centre gauche, se prononça, quoique timidement, en faveur des institutions républicaines, et s'abstint de voter dans plusieurs scrutins importants : - sur la question des prières publiques (16 mai 1871), - sur la circulaire confidentielle de M. Pascal (10 juin 1873), - sur l'état de siège (4 décembre 1873), etc. Il vota pour la paix, pour l'abrogation des lois d'exil, et pour le pouvoir constituant de l'Assemblée ; mais vota, avec la gauche, contre la démission de Thiers au 24 mai, contre le septennat et contre la loi des maires. Il se prononça pour les amendements Wallon et Pascal Duprat, ainsi que pour l'ensemble de la Constitution de 1875.
- Léopold et Marie Ermel, reconnus Justes parmi les nations pour avoir caché un jeune Juif à Hattenville pendant la Seconde Guerre mondiale.

### Héraldique
| Armes de Hattenville | Les armes de la commune de Hattenville se blasonnent ainsi : de gueules à la truelle d’argent posée en bande, mantelé du même chargé d’une balance de sable, au chef d’azur chargé d’un lion d’or accosté de deux molettes du même. |